# Redlands (Kalifornien)
Redlands ist eine Stadt im San Bernardino County im US-Bundesstaat Kalifornien, Vereinigte Staaten. Das U.S. Census Bureau hat bei der Volkszählung 2020 eine Einwohnerzahl von 73.168 ermittelt. Die geographischen Koordinaten sind: 34,06° Nord, 117,17° West. Das Stadtgebiet hat eine Größe von 97 km². Redlands ist eine principal city der Metropolitan Statistical Area (MSA) Riverside–San Bernardino–Ontario mit rund 4,6 Millionen Einwohnern.
Durch die Stadt führt der El Camino Real.

## Bildungseinrichtungen
Die Stadt hat eine Universität (University of Redlands) mit einer Bulldogge als Maskottchen.
Hier lehrte u. a. Frederick Mayer.
Daneben gibt es vier Highschools, die Redlands High School, die Redlands East Valley High School, die Orangewood High School und die Citrus Valley High School. Die knapp hundert Jahre alte Traditionsschule RHS hat den Boston Terrier und die neuere Lehreinrichtung REVHS die Wildkatze als schuleigenes Wappen- und Maskottchentier.

## Wirtschaft und Infrastruktur
In Redlands befindet sich die Firmenzentrale von ESRI.
Der städtische Flughafen (englisch Redlands Municipal Airport, ICAO-Code: KREI) dient der allgemeinen Luftfahrt. Die Schnellstraße Interstate 10 führt durch Redlands. Die 2022 fertiggestellte Bahnstrecke San Bernardino–Redlands hat drei Haltestellen in Redlands, darunter der Endbahnhof an der Universität.

## Persönlichkeiten

### Söhne und Töchter der Stadt
- William Lloyd Warner (1898–1970), Anthropologe
- Wadsworth E. Pohl (1908–1990), Ingenieur und technischer Entwickler, Oscar-Preisträger
- Eddie Beal (1910–1984), Pianist, Arrangeur und Songwriter
- Marcellite Garner (1910–1993), Synchronsprecherin, Stimme von Minnie Maus
- Don Crowley (1926–2019), Maler und Illustrator
- Bob Cortner (1927–1959), Automobilrennfahrer
- Brion James (1945–1999), Schauspieler
- Jack Dangermond (* 1946), Begründer und Präsident von Esri
- Skip Ewing (* 1964), Country-Sänger und Songwriter
- Arjay Smith (* 1983), Schauspieler
- Allie Haze (* 1987), Pornodarstellerin
- Wade Baker (* 1988), Schauspieler und Model
- Mike Heslin (1988–2024), Schauspieler, Autor, Produzent und Sänger
- Tyler Clary (* 1989), Schwimmer
- Gemmenne de la Peña (* 1992), Schauspielerin
- Ashley Argota (* 1993), Schauspielerin und Sängerin
- Brandon Davis (* 1995), Snowboarder
- Lil Xan (* 1996), Rapper
- Jaelan Phillips (* 1999), American-Football-Spieler
- Dusty Henricksen (* 2003), Snowboarder

### Personen, die in der Stadt lebten oder leben
- Albert Keith Smiley (1828–1912), Quäker, Pädagoge und Philanthrop, lebte über 20 Jahre in Redlands und starb dort, die „A. K. Smiley Public Library“ ist nach ihm benannt
- Carola Rosenberg-Blume (1899–1987), deutsche Erwachsenenbildnerin
- Gloria Holden (1903–1991), Schauspielerin, starb dort
- Lennie Niehaus (1929–2020), Jazzmusiker und Komponist, starb dort
- Joan Baez (* 1941), Sängerin, besuchte die Redlands High School
- Brian Billick (* 1954), American-Football-Spieler und Trainer